# Laetesia trispathulata
Laetesia trispathulata là một loài nhện trong họ Linyphiidae.
Loài này thuộc chi Laetesia. Laetesia trispathulata được Arthur T. Urquhart. miêu tả năm 1886.